# Rugby Épernay Champagne
Pour les articles homonymes, voir REC.
Maillots
Actualités
Dernière mise à jour : 15 mai 2011.
Le Rugby Épernay Champagne est un club français de rugby à XV basé à Épernay. Il évolue en Fédérale 2 pour la saison 2015-2016.

## Historique
Le Rugby club Épernay est fondé en 1966, à l'initiative d'André Lapersonne, qui en devient le président, et quelques amateurs et anciens joueurs autour d'une table du Café de l'Hôtel de ville. Le club s'engage alors en championnat 4e série du Comité d'Île-de-France. 
En 1976, le club accède en 1re série régionale puis devient champion d'Île-de-France et demi-finaliste du Championnat de France 1re série en 1980, ce qui lui permet de monter en division d'Honneur. En 1983, il prend la dénomination de Rugby Épernay Champagne et l'équipe est sacrée championne Île-de-France Honneur. Elle se voit ainsi propulsée en division nationale et s'y maintient pendant trois saisons successives. En 1986 et 1987, le club est vainqueur du challenge Champagne-Ardenne.
Le club remonte en Nationale 3 en 1996, après une saison pendant laquelle il reste invaincu jusqu'en finale du Championnat de France Honneur contre l'ES Cazouls-lès-Béziers. Il accède pour la première fois à la Nationale 2, puis à la Fédérale 1 en 2009 grâce à sa qualification en demi-finale. 
Le club n'y reste qu'une saison au cours de laquelle il perd tous ses matchs et redescend en Fédérale 2 dès 2010. 
La saison suivante en Fédérale 2 n'est pas meilleure et le club sparnacien est relégué en Fédérale 3 dès le 13 mars 2011 et la large défaite subie contre RC Vichy sur le score de 68 à 5. 
Huitièmes de finaliste de Fédérale 3 lors de la saison 2015-2016, le REC est promu en Fédérale 2 pour la saison 2016-2017 et termine à la 5e place de la poule 2 en 2017-2018.
À l'issue de la saison 2018-2019 le REC est relégué administrativement en Fédérale 3 par la DNACG en raison d'une mauvaise gestion,.

## Palmarès
- Vainqueur du championnat Île-de-France Honneur en 1983
- Vainqueur du challenge Champagne-Ardenne en 1986 et 1987
- Finaliste du Championnat de France Honneur en 1997